# Jog Falls
Jog Falls, Gerosoppa Falls  eller Joga Falls er det næststørste vandfald i Indien. Vandfaldet er beliggende i Sagara taluk i delstaten Karnataka og er en af de store turistattraktioner i området.
Jog Falls er en del af floden Sharavathi og har et fald på 253 m.  Vandfaldet ligger på grænsen mellem distrikterne Shimoga og Uttara Kannada.

## Gallery
- Jog Falls om sommeren,  2013
- Gersoppa Falls, 1905
- Canal Gates nær Jog Falls
- Morgen ved Jog Falls

## Eksterne links
- Wikimedia Commons har flere filer relateret til Jog Falls

- Jog Falls Karnataka - Unusual views Arkiveret 8. december 2014 hos  Wayback Machine
- Jog Falls på jogfalls.in  Arkiveret 17. december 2014 hos  Wayback Machine
- World Waterfall Database entry Arkiveret 4. oktober 2007 hos  Wayback Machine

14°13′54″N 74°48′59″Ø / 14.231767°N 74.816386°Ø